# Hugh Borton
Pour les articles homonymes, voir Borton.
Hugh Borton, né le 14 mai 1903 à  Moorestown et mort le 6 août 1995 à Conway, est un historien américain spécialisé dans l'étude du Japon.
Il travaille entre 1942 et 1948 pour le ministère des affaires étrangères des États-Unis, en tant que spécialiste du Japon et travaille aussi sur la structure de la péninsule coréenne après la seconde guerre mondiale. Il devient ensuite le directeur à la Columbia East Asian Institute pendant une période de 7 ans lors des années 1950. Il occupât après le rôle de président du Haverford College jusqu'à 1967 lorsqu'il retourne à la East Asian Institute de Columbia en tant qu'associé de recherche d'histoire moderne japonaise, et ce jusqu'à sa mort en 1995.

## Ouvrages
- Peasant Uprising in Japan (1938)
- Japan's Modern Century From Perry to 1970 (1956)

## Honneurs
- Prix de la Fondation du Japon (1980)